# 18403 Atsuhirotaisei
18403 Atsuhirotaisei è un asteroide della fascia principale. Scoperto nel 1993, presenta un'orbita caratterizzata da un semiasse maggiore pari a 2,6309469 UA e da un'eccentricità di 0,3102021, inclinata di 3,64655° rispetto all'eclittica.